# Manga Time Kirara Max
Manga Time Kirara Max (jap. まんがタイムきららMAX) – japoński miesięcznik z mangami seinen w formacie yonkoma, wydawany nakładem wydawnictwa Hōbunsha. Jest to trzeci magazyn z serii „Kirara”, po „Manga Time Kirara” i „Manga Time Kirara Carat”. Pierwszy numer ukazał się 29 września 2004 roku. Obecnie czasopismo ukazuje się 19 dnia każdego miesiąca.

## Wybrane serie
Opracowano na podstawie źródła.
- Bocchi the Rock!
- Comic Girls
- Gochūmon wa usagi desu ka?
- Kanamemo
- Kin-iro Mosaic
- Stella no mahō